# Bellissimissima
Bellissimissima è un singolo del cantautore italiano Alfa, pubblicato il 12 maggio 2023.

## Descrizione
Il brano, scritto e composto dallo stesso cantautore con Davide Epicoco, Marco Azara, Raffaele Trapasso e Frè Monti, è prodotto dai Room9 e False. È stato descritto dall'artista in un comunicato stampa:
(Alfa)

## Accoglienza
Claudio Cabona di Rockol definisce il singolo "molto semplice" e costruito "attorno a un giro di chitarra", facendo si che non richieda "alcuno sforzo di comprensione e ha un sound radiofonico". Gabriele Fazio dell'Agenzia Giornalistica Italia descrive il brano "divertente", risultando "sensato nella costruzione della narrazione" e "ispirato dal punto di vista musicale e centrato nell'interpretazione". Tuttavia Fazio sottolinea che il titolo sia "un insulto per qualsiasi alfabeto" .
Fabio Fiume di All Music Italia ha assegnato al brano un punteggio di 7 su 10, scrivendo che musicalmente il brano richiami "un po' il Jovanotti degli anni 90" risultando "un pezzo completo", grazie a "un'orecchiabilità comprensibile eppur non banale, fatta di parole semplici ma sufficientemente adatte ad un linguaggio giusto per l'età".

## Video musicale
Il video musicale, diretto dal Filiberto Signorello, è stato pubblicato il 12 maggio 2023 sul canale YouTube del cantante ed è stato girato nel parco divertimenti Gardaland. La ragazza presente nel videoclip è un'ex allieva della quinta edizione de Il collegio, Sofia Cerio.

## Tracce
Testi e musiche di Andrea De Filippi, Davide Epicoco, Marco Azara, Raffaele Trapasso, Iacopo Falsetti e Frè Monti.
1. Bellissimissima – 2:37

## Classifiche

### Classifiche settimanali
| Classifica (2023) | Posizione massima |
| ----------------- | ----------------- |
| Italia            | 4                 |

### Classifiche di fine anno
| Classifica (2023) | Posizione |
| ----------------- | --------- |
| Italia            | 18        |
| Classifica (2024) | Posizione |
| Italia            | 51        |